# Марньо
Марньо (итал. Margno) — коммуна в Италии, располагается в регионе Ломбардия, в провинции Лекко.
Население составляет 367 человек (2008 г.), плотность населения составляет 122 чел./км². Занимает площадь 3 км². Почтовый индекс — 23832. Телефонный код — 0341.
Покровительницей коммуны почитается святой апостол Варфоломей, празднование 24 августа.

## Демография
Динамика населения:

## Администрация коммуны
- Официальный сайт: http://www.comune.margno.lc.it/